# مرجان‌آباد (تهران)
مرجان‌آباد (تهران)، روستایی از توابع بخش آفتاب شهرستان تهران در استان تهران ایران است.
نام روستا از صاحب آن که زنی به این نام بوده گرفته شده‌است.
کم آبی و خشکسالی باعث شده قنات آب این روستا که فضای مطبوعی به وجود آورده بود رو به نابودی رود.
از قدیمی‌ترین بناهای این روستا حمام خزینه ای است که سال‌هاست مورد استفاده قرار نگرفته و بخش‌هایی از سریال وضعیت سفید در آن تصویربرداری شد. این حمام هم‌اکنون توسط خانواده بیداد حفظ و نگهداری می‌شود،

## جمعیت
این روستا در دهستان خلازیر قرار دارد و براساس سرشماری مرکز آمار ایران در سال ۱۳۹۵، جمعیت آن ۲۹۲ نفر (۹۲خانوار) بوده‌است.